# Società Sportiva Basket Napoli
La Società Sportiva Basket Napoli è stata una squadra italiana di pallacanestro con sede nella città di Napoli e giocava le sue partite interne al PalaBarbuto. Fino al 1999, il club giocava a Pozzuoli con il nome di A.P.L. Puteoli e disputava le partite interne al PalaBleu di Pozzuoli.
Non va confusa con la Partenope Napoli Basket, altra importante società napoletana di basket che ora milita in Serie B, e con la Napoli Basket, società attiva fino alla stagione 1996-97.

## Storia

### L'A.P.L. Puteoli

Una schiacciata di Mike Richmond nel 1999

La nascita della società risale all'anno 1946, quando Bebè Dante e Alfonso Artiaco fondarono la Libertas Puteoli. Nel 1956, con la squadra milita in Serie C, avviene la fusione con la Fulgor, altra formazione cittadina. Tre anni più tardi la Libertas riparte dal campionato di Prima Divisione lasciando alla Fulgor la conquistata partecipazione alla Serie B. La Fulgor approderà poi in Serie A, l'odierna seconda serie, confluendo con giocatori e allenatore nella Juvecaserta dopo uno spareggio perso per l'accesso alla prima serie nel 1964.
Intanto la Libertas nel 1970 fa ritorno in Serie C: l'allenatore è Di Fraia, il presidente Salvatore Lubrano. La squadra tuttavia è costretta a ritirarsi dal torneo, ripartendo poi dal campionato di Promozione.
Nel 1973 Fulvio Palumbo prende posto sulla panchina della formazione flegrea, che sale in Serie D. Tre anni dopo, nel 1976, la Libertas sale in C2 sfruttando anche l'ampliamento dei tornei e il quarto posto in classifica: il campo da gioco è sempre quello di viale Capomazza.
Il torneo 1980-81 viene invece giocato dalla squadra presso una tensostruttura al rione Toiano. L'allenatore è ancora Fulvio Palumbo, ed arriva anche la promozione in Serie C1, categoria mantenuta per qualche anno. È infatti il 1984 quando, complice l'ottavo posto ed un nuovo allargamento dei campionati, il Puteoli sale in Serie B2. Nel 1989 i puteolani disputano la finale contro Cagliari, all'epoca allenata da Massimo Mangano, perdendo alla terza partita. Il 1991 vede Pozzuoli giocarsi la finale (persa a Roma) contro l'Allpass per salire in B1. Un anno più tardi la squadra viene eliminata da Battipaglia ma al termine del torneo acquista da Campobasso il diritto a disputare la Serie B1.
Dal 1992 si gioca nel nuovissimo impianto di Monterusciello. La compagine giunge ottava e al termine del torneo viene esonerato Piero Millina. L'anno successivo come allenatore arriva Enzo Romano, ex giocatore della Partenope Napoli in Serie A, si chiude col settimo posto in classifica e con l'esonero di Romano. Nel 1994 arriva nelle vesti di general manager Valentino Renzi. Come allenatore c'è Giovanni "Ninni" Gebbia mentre la società acquista Fabio Torri (poi infortunatosi), Andrea Della Valentina, Leonardo Busca, Matteo Totaro e Sandro Trevisan (prelevato a novembre). La squadra disputa la semifinale contro Ragusa, vincendo la prima partita di 17 punti nella cittadina iblea ma perdendo sia in casa sia nella successiva e decisiva gara di Ragusa. Gebbia viene confermato alla guida della squadra, Renzi come general manager. La società perfeziona l'acquisto di Della Valentina e Busca, rimettendo sul mercato Totaro e prendendo in prestito da Battipaglia Giovanni Dalla Libera. Arriva quindi in prestito da Udine Leonardo Conti, mentre la società acquisisce i diritti del play Francesco Gambacorta e del pivot Roberto Tortolini. Arriva rispettivamente un secondo posto al termine della fase di qualificazione (dietro Livorno) ed un primo posto nella fase seguente, preludio alla doppia vittoria nella serie finale contro Ragusa.
La stagione 1996-97 vede quindi l'esordio della società del presidente Biagio Lubrano in un campionato professionistico quale quello di A2: il settimo posto finale permette alla Serapide, questo lo sponsor, di qualificarsi per i play-off promozione dove arriva però l'eliminazione in semifinale per mano di Gorizia dopo aver trionfato su Sassari ai quarti di finale. Il campionato 1997-98 vede invece Pozzuoli piazzarsi all'ultimo posto solitario che avrebbe significato retrocessione in B1, ma il ripescaggio permette alla squadra di rimanere nel professionismo, evitando un possibile abbandono da parte del patron Lubrano. La stagione 1998-99 è l'ultima targata Pozzuoli: la squadra si classifica al settimo posto in classifica e viene eliminata nei quarti di finale dei play-off per mano di Trieste.

### Il trasferimento a Napoli
Prima della stagione 1999-2000 il presidente Lubrano sposta la sede da Pozzuoli a Napoli, cambiando il nome del club in Società Sportiva Basket Napoli, per poi cedere la società all'imprenditore campano Mario Maione.
Questi aumentò il capitale societario e consentì la promozione in Serie A nella stagione 2001-02. Da notare anche la partecipazione all'ULEB Cup nella stagione 2004-05, la qualificazione per l'Eurolega 2006-2007 e soprattutto la conquista della Coppa Italia 2006.
Ha militato nella Serie A e ha giocato le partite in casa al PalaBarbuto di Napoli fino al 2008, sebbene ci sia un progetto di ricostruzione del vecchio palazzetto, il Palasport Mario Argento, la cui realizzazione doveva in principio essere ultimata nell'aprile 2007, ma i cui lavori sono ormai fermi da lunghissimo tempo.
Il 20 settembre 2008 il Consiglio Federale ha annunciato l'esclusione della società partenopea dal campionato di Serie A per la stagione 2008-09, sentenza successivamente confermata in via definitiva. La squadra è stata declassata in Serie C regionale, allo stesso livello della Partenope.
Il 12 gennaio 2010, il Basket Napoli di Mario Maione, che nel 2006 vinse la Coppa Italia e fu semifinalista nei play-off scudetto, è stato dichiarato fallito. La società era stata estromessa nell'ottobre 2008 dai campionati FIP per falso nelle documentazioni retributive.

## Sponsor
- 1999-2001: Record Cucine
- 2001-2002: Pastificio di Nola
- 2002-2005: Pompea
- 2005-2006: Carpisa
- 2006-2008: Eldo

## Palmarès
- Coppa Italia: 1

2006

## Società

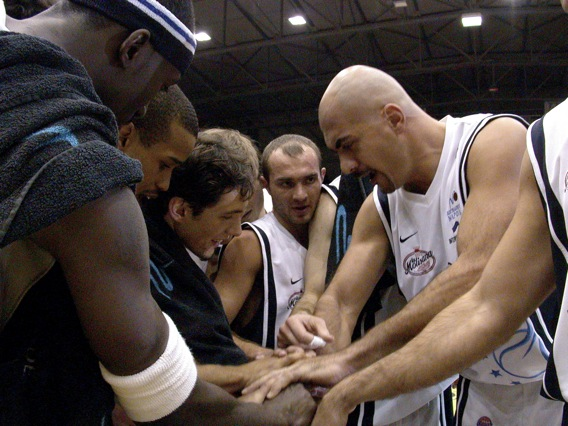
Il capitano Mimmo Morena carica la squadra prima di un incontro.

### Allenatori
- Piero Pasini
- Roberto Carmenati
- Piero Bucchi (2001-2002)
- Andrea Mazzon (2002-2003, 2003-2004, 2004-2005)
- Attilio Caja (2004-2005)
- Maurizio Bartocci (2004-2005, 2008)
- Piero Bucchi (2005-2006, 2006-2007, 2007-2008)

### Record

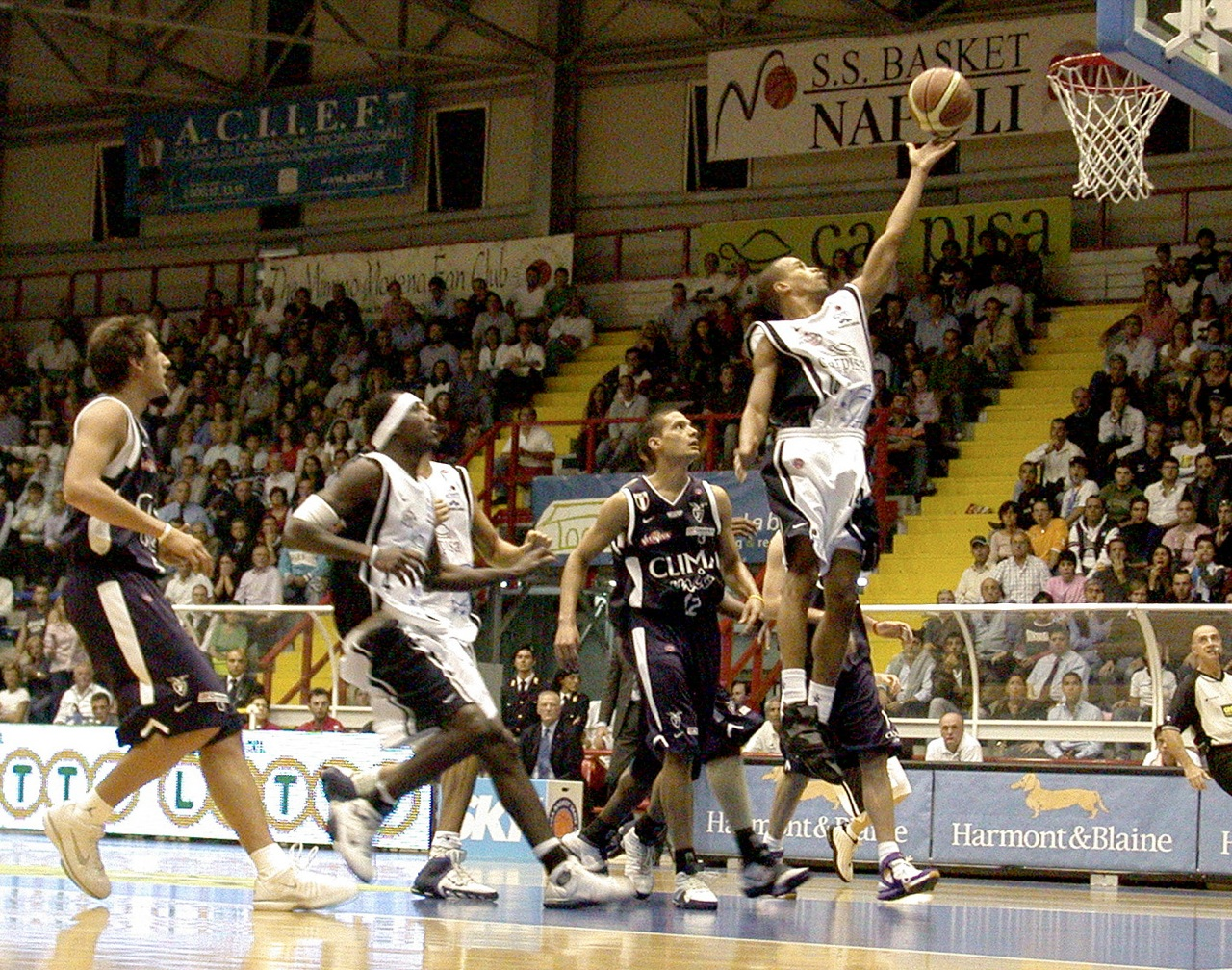
Uno dei più grandi giocatori della storia del Basket Napoli: Lynn Greer.

#### Presenze in campionato
- Domenico Morena - 185
- Richard Mason Rocca - 148
- Mike Penberthy - 146
- Michael Andersen - 117
- Valerio Spinelli - 113
- Alessandro Cittadini - 94
- Stefano Rajola - 91
- Michel Morandais - 78
- Giuseppe Costantino - 75
- Ivan Gatto - 73

#### Punti realizzati
- Mike Penberthy - 2385
- Richard Mason Rocca - 1594
- Michael Andersen - 1321
- Michel Morandais - 1026
- Ansu Sesay - 1024
- Jerome Allen - 1004
- Lynn Greer - 905
- Óscar Torres - 837
- Bennett Davison - 682